# ブダイ科
ブダイ科（学名：Scaridae）は、スズキ目ベラ亜目に所属する魚類の分類群の一つ。ブダイ・アオブダイなど少なくとも10属99種が属する。

## 分布・生態
すべて海水魚で、大西洋・インド洋・太平洋など世界の熱帯・亜熱帯域に広く分布する。同じベラ亜目に属するベラ科などと並び、サンゴ礁魚類の代表的なグループの一つである。
近縁のベラ類が肉食性であるのに対し、本科魚類は一般に草食性で、死んだサンゴに付着した藻類を削り取るように摂食する。ブダイ類は胃をもたず、齧りとったサンゴを発達した咽頭歯で細かくすりつぶすことで、藻類のみを効率よく摂取している。一部の種類は海草を主食としているほか、カンムリブダイのように生きたサンゴを食べる種類も知られている。
ブダイ科魚類が摂食する死サンゴは1個体あたり年間1トン以上に及び、サンゴ礁の死滅と再生のサイクルに深く関与すると考えられている。ブダイ類は死んだサンゴの群落を速やかに除去し、新たなサンゴの生育場所を提供することで、サンゴ礁の生態系維持に貢献しているとみられる。咽頭歯ですりつぶされたサンゴは細かい砂となって環境中に戻されるため、本科魚類はサンゴ礁における砂の供給源としても重要な役割を果たしている。
すべて昼行性で、夜間はサンゴや岩陰に身を潜め休息する。一部の種類は体表から粘液を分泌し、寝袋のように体を包むことが知られている。ベラ科魚類と同様に、本科の仲間もほとんどが性転換をする。多くは成長につれて雌から雄に変化する雌性先熟であるが、雌を経ずに直接雄として成熟する、いわゆる「一次雄」をもつ場合もある。
一般に鮮やかな斑紋と色彩をもつ。生時の体色は重要な分類形質であるが、死後は速やかに褪色するうえ、性別や成長時点による差異も大きい。観賞魚としての価値は高いが、歯板が成長し続けるために、水槽内での維持は難しい。食用魚として漁獲対象となる種類も多く、日本の沖縄では貝塚から本科魚類の咽頭骨が出土するなど、古代から利用されていたとみられる。

## 形態
やや左右に平たく側扁した、いわゆる鯛型の体型をもつ。一般にベラ類よりも大型で、最大で1mを超える種類もいる。顎の歯は癒合して一枚の歯板となり、オウムの嘴状となっていることが本科魚類の最大の特徴である。ベラ類とは異なり、口を突出させることはできない。鱗は大きく円鱗で、側線鱗は22-24枚。
背鰭は9本の棘条と10本の軟条で構成される。腹鰭と臀鰭はそれぞれ1棘5軟条および3棘9軟条で、尾鰭の分枝鰭条は11本。椎骨は24-26個。

## 分類
Nelson（2016）の体系において10属99種が認められている。かつては2亜科（Scarinae および Sparisomatinae）に細分されたが、分岐学的な解析によりその妥当性は否定されている。FishBaseでは100種が認められている。一部の研究者はブダイ科を認めず、ベラ科ブダイ亜科とすることもある。本項では和名のある種を挙げる。

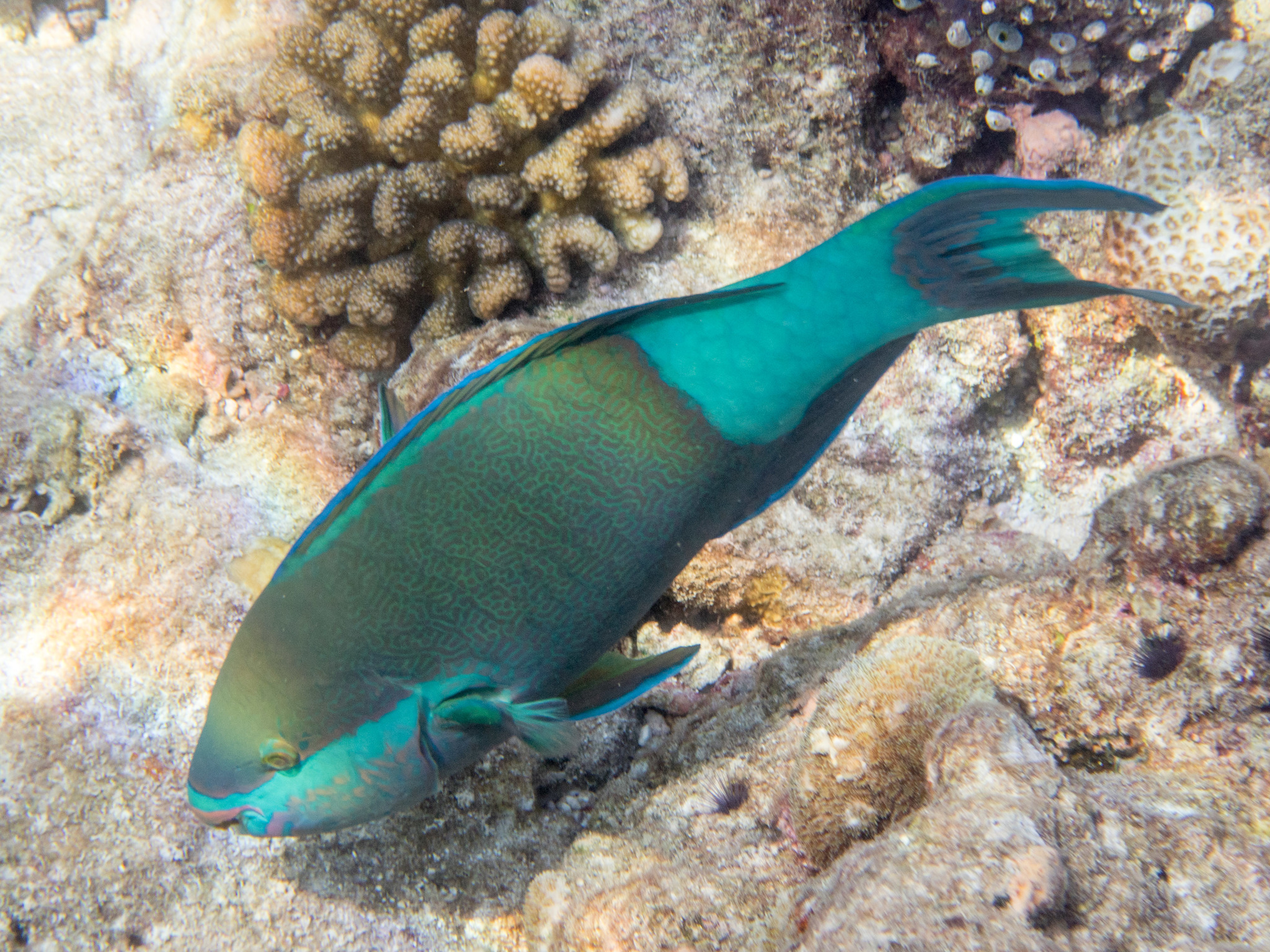
アミメブダイ（雄型） Scarus frenatus （アオブダイ属）。青緑色の尾柄部が特徴の種類。通常は藻類を食べるが、生きたサンゴを摂食する姿も観察されている

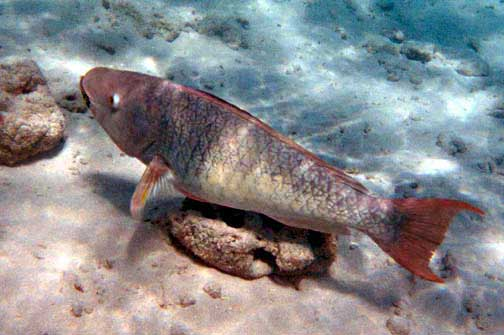
ナガブダイ（雌型） Scarus rubroviolaceus （アオブダイ属）。体の前後で二分された体色をもつ。本種は一次雄をもたず、雄の個体数は少ない

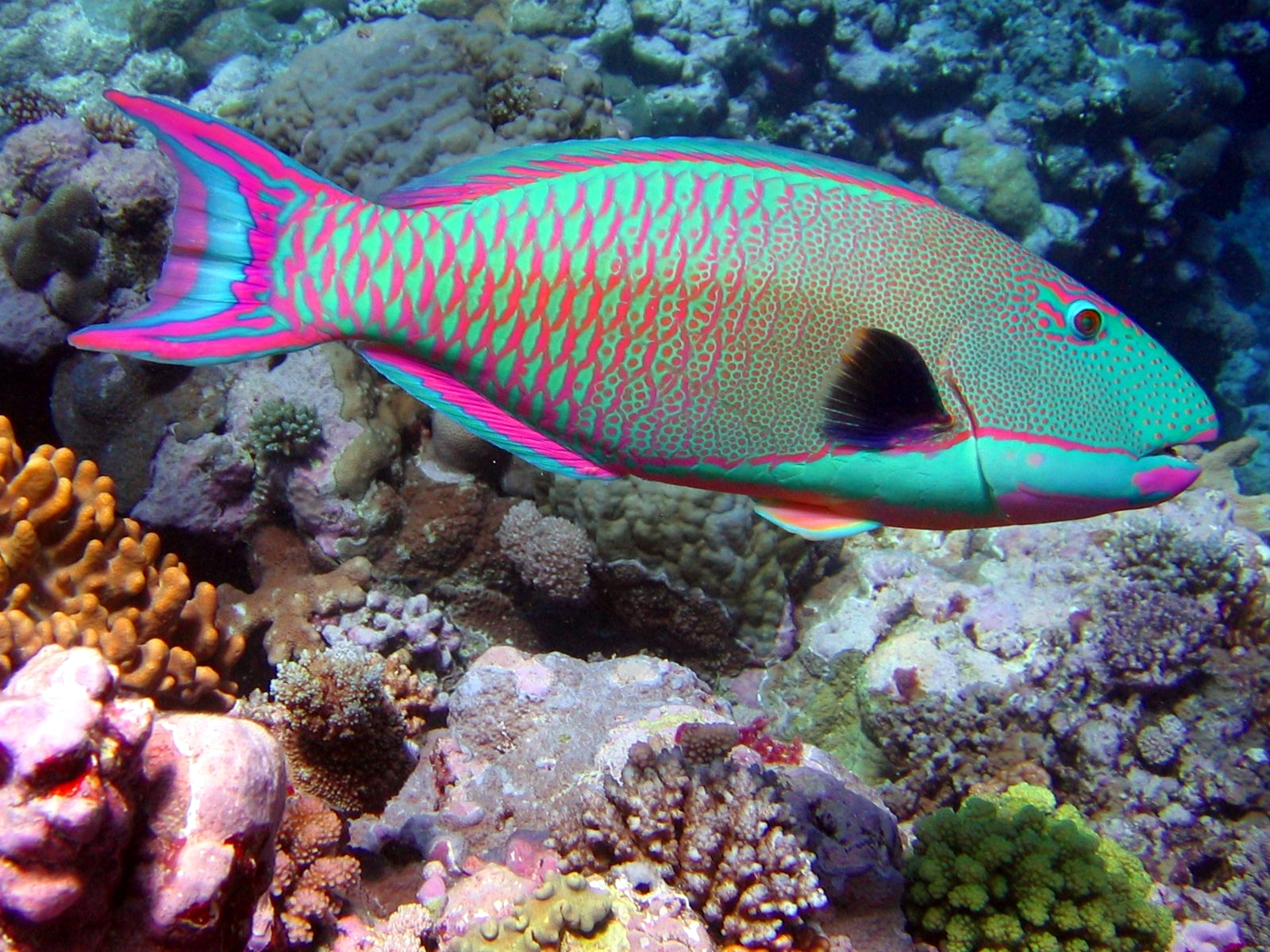
イロブダイ（雄型） Cetoscarus ocellatus （イロブダイ属）。成長に伴う体色の変化と、雌雄差がともに著しい種類

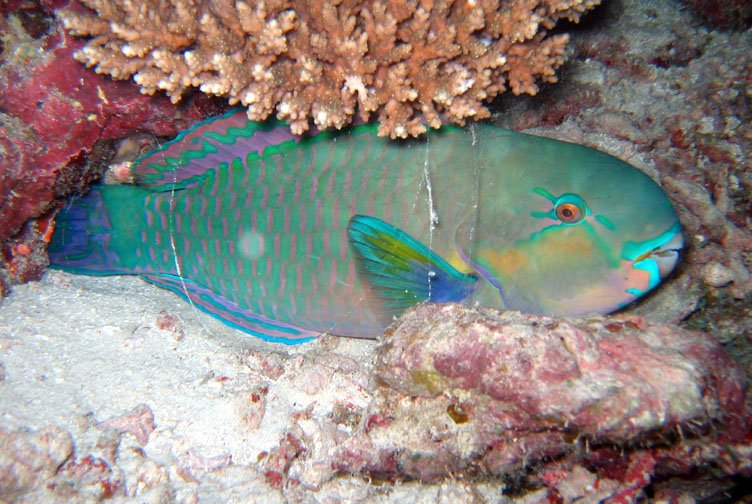
ハゲブダイ（雄型） Chlorurus sordidus （ハゲブダイ属）。琉球諸島では最もありふれたブダイ類で、夜間は粘液に身を包んで眠る

- アオブダイ属 Scarus
  - アイボカシブダイ[7] Scarus coeruleus
  - アオブダイ Scarus ovifrons
  - アカブダイ Scarus xanthopleura[8]
  - アミメブダイ Scarus frenatus
  - イチモンジブダイ Scarus forsteni
  - イトヒキブダイ Scarus altipinnis
  - オウムブダイ Scarus psittacus
  - オグロブダイ[9] Scarus fuscocaudalis
  - オビシメ Scarus obishime
  - オビブダイ Scarus schlegeli
  - カメレオンブダイ Scarus chameleon
  - カワリブダイ Scarus dimidiatus
  - キビレブダイ Scarus hypselopterus[10]
  - スジブダイ Scarus rivulatus
  - シロオビブダイ Scarus spinus
  - ダイダイブダイ Scarus globiceps
  - ツキノワブダイ Scarus festivus
  - ナガブダイ Scarus rubroviolaceus
  - ニシキブダイ Scarus prasiognathos
  - ヒブダイ Scarus ghobban
  - ヒメブダイ Scarus oviceps
  - ブチブダイ Scarus niger
  - レモンブダイ Scarus quoyi
  - ヤイチブダイ[11] Scarus collana
- イロブダイ属 Cetoscarus
  - イロブダイ Cetoscarus ocellatus
- カンムリブダイ属 Bolbometopon
  - カンムリブダイ Bolbometopon muricatum
- キツネブダイ属 Hipposcarus
  - キツネブダイ Hipposcarus longiceps[12]
  - ハリドキツネブダイ[13] Hipposcarus harid
- ハゲブダイ属 Chlorurus
  - オオモンハゲブダイ Chlorurus bowersi[14]
  - オカメブダイ[9] Chlorurus bleekeri
  - オニハゲブダイ Chlorurus frontalis
  - コブブダイ Chlorurus oedema
  - シジュウカラ Chlorurus japanensis
  - ナンヨウブダイ Chlorurus microrhinos[15]
  - ハゲブダイ Chlorurus sordidus
  - ヒナブダイ[16] Chlorurus enneacanthus
- ブダイ属 Calotomus
  - タイワンブダイ Calotomus carolinus
  - チビブダイ Calotomus spinidens
  - ブダイ Calotomus japonicus
- ミゾレブダイ属 Leptoscarus
  - ミゾレブダイ Leptoscarus vaigiensis
- Cryptotomus 属
- Nicholsina 属
- ムナテンブダイ属 Sparisoma
  - ムナテンブダイ Sparisoma chrysopterum
  - ヤエバブダイ[16] Sparisoma cretense